# Pasiphila urticae
Pasiphila urticae là một loài bướm đêm trong họ Geometridae.